# Új Párt (Szerbia)
Az Új Párt (szerbül Hoвa cтpaнкa / Nova stranka, röviden Nova) egy liberális, centrista és európa-párti politikai párt Szerbiában. 

## A párt története

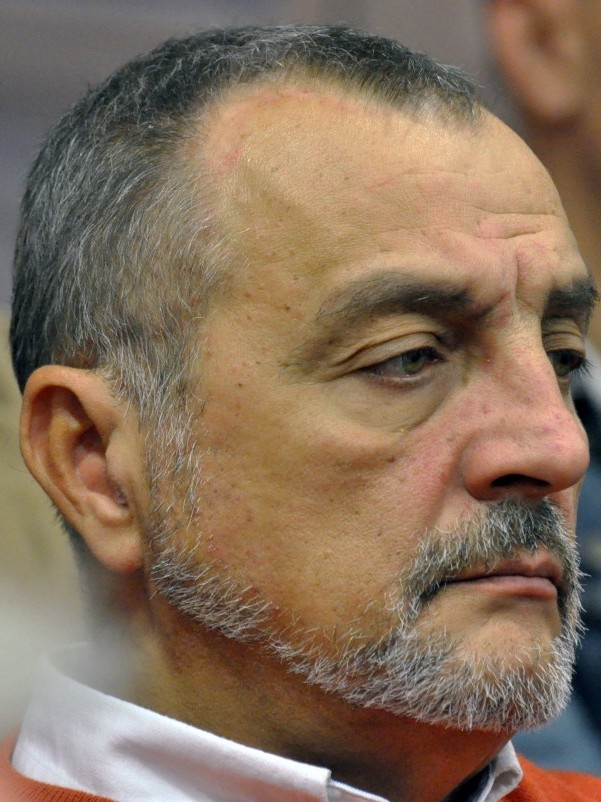
Zoran Živković 2018-ban

2013-ban alapította meg Zoran Živković volt miniszterelnök (2003–2004), aki korábban a Demokrata Pártban politizált.
2022-ben egyesült a Kérdezzük meg a szakmát is mozgalommal (Da se struka pita), azután a neve Új Párt – Kérdezzük meg a szakmát is (Nova–D2SP) lett.

### A párt elnökei
| Név                | hivatal kezdete  | hivatal vége      |
| ------------------ | ---------------- | ----------------- |
| Az Új Párt elnökei |                  |                   |
| Zoran Živković     | 2013. április 7. | 2020. október 3.  |
| Aris Movsesijan    | 2020. október 3. | 2022. április 28. |
| Norbert Cvijanov   | 2022. május 12.  | 2022. július 2.   |
| Vladimir Kovačević | ?                | hivatalban        |

## Választási eredmények
| Választás | Szavazatok száma | Szavazatok aránya | Mandátumok száma | Mandátumok aránya | Parlamenti szerepe |
| --------- | ---------------- | ----------------- | ---------------- | ----------------- | ------------------ |
| 2014-es1  | 216 634          | 6,03%             | 2                | 0,8%              | ellenzék           |
| 2016-os1  | 227 589          | 6,02%             | 1                | 0,4%              | ellenzék           |
| 2020-as2  | 7805             | 0,24%             | 0                | 0%                | nem jutott be      |
| 2022-es3  | 63 560           | 1,72%             | 0                | 0%                | nem jutott be      |

1 a Demokrata Párttal és még sok más párttal közös listán
2 a Zöld Párttal közös listán
3 a Szociáldemokrata Párttal közös listán

## Külső hivatkozások
- A párt honlapja
- A „Kérdezzük meg a szakmát is” honlapja